# Брунеј на Светском првенству у атлетици на отвореном 2011.
Брунеј је учествовао на 13. Светском првенству у атлетици на отвореном 2011. одржаном у Тегу од 27. августа до 4. септембра десети пут. Репрезентацију Брунеја представљао је један такмичар који се такмичио у трци на 400 метара. , 
На овом првенству Брунеј није освојио ниједну медаљу, нити је постигнут неки рекорд.

## Учесници
Мушкарци:
- Ак Хатифи Таџудин Росити — 400 м

## Резултати

### Мушкарци
| Атлетичар                | Дисциплина | Лични рекорд | Група    | Група      | Полуфинале           | Полуфинале           | Финале               | Финале       | Детаљи |
| Атлетичар                | Дисциплина | Лични рекорд | Резултат | Место      | Резултат             | Место                | Резултат             | Место        | Детаљи |
| ------------------------ | ---------- | ------------ | -------- | ---------- | -------------------- | -------------------- | -------------------- | ------------ | ------ |
| Ак Хатифи Таџудин Росити | 400 м      | 49,81        | 50,12    | 7. у гр. 2 | Није се квалификовао | Није се квалификовао | Није се квалификовао | 36 / 36 (39) |        |